# Sonate-fantaisie
La Sonate-fantaisie (ou Fantasy-sonata) est une pièce en mi bémol majeur pour clarinette et piano composée par John Ireland en 1943. Il s'agit de la seule pièce pour clarinette solo que possède encore Ireland et de l'une de ses dernières compositions majeures avant sa retraite. Elle est dédiée à Frederick Thurston et a été créée par Thurston et Ireland en janvier 1944,, . Les deux hommes ont également diffusé la pièce en direct sur la BBC en 1948. La pièce dure environ 15 minutes.  
Fantasy-Sonata a été écrite entre janvier et juin 1943, alors que John Ireland vivait temporairement dans l'Essex. Il a été inspiré par le poème comique romain « Satyricon » et par l'expérience de John Ireland lors de l'évacuation de Jersey pendant la Seconde Guerre mondiale. Fiona Richards a suggéré que le travail contient également « des allusions à l'attirance d'Ireland pour les hommes plus jeunes ».
La pièce entièrement composée est écrite sous une forme de sonate très lâche avec de fréquents changements de tempo, d'humeur et de centre tonal, mais n'a pas de résolution claire, comme on pourrait s'y attendre dans une sonate typique. Il a une partie de piano luxuriante et très virtuose; Scott Goddard a soutenu que « dans toute la musique anglaise du dernier demi-siècle, il n'y a pas eu d'écriture pour piano plus pure que celle-ci ». La partie clarinette couvre tout l'ambitus de l'instrument, incorporant à la fois des passages legato et rythmiques.
Un critique du News Chronicle, cité par Colin Lawson, a noté qu'il « n'avait jamais imaginé que la clarinette et le piano pouvaient être combinés de manière aussi satisfaisante ; ni que (par un mélange de tact et d'audace) ils pourraient former un ensemble aussi passionnant ». Stuart Craggs a qualifié l'œuvre de « point culminant de l'œuvre de musique de chambre [d'Ireland] ».